# I Just Want You
I Just Want You est le 3e single de l'album Ozzmosis d'Ozzy Osbourne sorti en 1995.

## Titres

### Version promotionnelle
1. I Just Want You (edit)
2. I Just Want You

### Version Pochette Plastique
1. I Just Want You [edit] (4:10)
2. Aimee (4:46)
3. Mama, I'm Coming Home (4:13)

### Version Pochette Digi-Pack
1. I Just Want You [edit] (4:10)
2. Voodoo Dancer (5:24)
3. Iron Man [featuring Therapy?] (5:25

### Version Internationale
1. I Just Want You
2. Aimee (demo)
3. Voodoo Dancer (demo)

## Personnel
Musiciens
- Ozzy Osbourne – chant
- Zakk Wylde – guitare
- Geezer Butler – basse
- Deen Castronovo – batterie

Musicien invité
- Rick Wakeman – mellotron sur "Perry Mason" et "I Just Want You"